# Ike Villanueva
Isaac James Villanueva  (Houston, Texas; 4 de abril de 1984) es un artista marcial mixto estadounidense que compite en la división de peso semipesado de Ultimate Fighting Championship.

## Carrera en artes marciales mixtas

### Carrera temprana
Comenzando su carrera en 2008, Isaac compiló un récord de 17-9 luchando por varias promociones regionales de Texas. Durante este tiempo, perdería ante los futuros luchadores de la UFC, Cody Donovan, Justin Ledet y Trevin Giles, así como perdería ante el consumado Campeonato Mundial de IBJJF y el ganador del Campeonato Mundial de ADCC Submission Wrestling, Robert Drysdale, con quien perdería por sumisión en el primer asalto.
También noqueó al veterano de la UFC Roger Narvaez en 28 segundos en Fury FC 36 el 30 de agosto de 2019, lo que le valió el Campeonato de Peso Semipesado de Fury FC.
Defendería este título contra el recién salido de la UFC, Rashad Coulter en Fury FC 40 el 13 de diciembre de 2019. Después de derribar a Coulter al principio del combate, finalmente lo terminó por nocaut técnico en el primer asalto.

### Ultimate Fighting Championship
Villanueva hizo su debut en la UFC contra el regreso a la UFC de Chase Sherman el 13 de mayo de 2020 en UFC Fight Night: Smith vs. Teixeira. Perdió el combate por nocaut técnico en el segundo asalto. Después de la pelea, Sherman recibió nueve meses de suspensión de la USADA por dar positivo por anastrozol en una muestra tomada en competición el 13 de mayo de 2020.
Se esperaba un combate de peso semipesado entre Jorge Gonzalez y Villanueva en UFC 252. Sin embargo, debido a supuestos problemas de visa para Gonzalez, el emparejamiento fue reprogramado para UFC on ESPN: Munhoz vs. Edgar el 22 de agosto de 2020. A su vez, Gonzalez fue retirado de la tarjeta por razones no reveladas y reemplazado por el recién llegado a la promoción Jordan Wright. Perdió el combate en el primer asalto tras sufrir un grave corte que obligó a una parada médica.
Villanueva estaba programado para enfrentarse a Vinicius Moreira el 30 de enero de 2021 en UFC Fight Night: Rozenstruik vs. Gane. A finales de diciembre de 2020, la UFC optó por no celebrar un evento en la fecha prevista del 30 de enero y decidió reprogramar varios combates para el 20 de enero de 2021 en UFC on ESPN: Chiesa vs. Magny.
Villanueva se enfrentó a Vinicius Moreira el 20 de enero de 2021, en UFC on ESPN: Chiesa vs. Magny. Ganó el combate por nocaut en el segundo asalto.
Como primer combate de su nuevo contrato de cuatro combates, Villaneuva se enfrentó a Marcin Prachnio el 26 de junio de 2021 en UFC Fight Night: Gane vs. Volkov. Perdió el combate por TKO en el segundo asalto.
Villanueva se enfrentó a Nicolae Negumereanu el 23 de octubre de 2021 en UFC Fight Night: Costa vs. Vettori. Perdió el combate por nocaut en el primer asalto.
Villanueva se enfrentó a Tyson Pedro el 23 de abril de 2022 en UFC Fight Night: Lemos vs. Andrade. Perdió el combate por KO en el primer asalto.

## Vida personal
Isaac trabajó un trabajo de día como un maquinista CNC fuera de su carrera de lucha, antes de firmar con la UFC. Tiene dos hijos nacidos en 2014 y tuvo una hija Gianna nacida en septiembre de 2020.

## Campeonatos y logros

### Artes marciales mixtas
- Fury Fighting Championship
  - Campeonato de Peso Semipesado de Fury FC (una vez) (una vez)[5]
    - Una defensa exitosa[6]

## Récord en artes marciales mixtas
| Resultado | Récord | Oponente            | Método                                     | Evento                                 | Fecha                    | Ronda | Tiempo | Localización          | Notas                                                                         |
| --------- | ------ | ------------------- | ------------------------------------------ | -------------------------------------- | ------------------------ | ----- | ------ | --------------------- | ----------------------------------------------------------------------------- |
| Derrota   | 18-14  | Tyson Pedro         | KO (patada a la pierna y puñetazos)        | UFC Fight Night: Lemos vs. Andrade     | 23 de abril de 2022      | 1     | 4:15   | Las Vegas, Nevada     |                                                                               |
| Derrota   | 18-13  | Nicolae Negumereanu | TKO (puñetazos)                            | UFC Fight Night: Costa vs. Vettori     | 23 de octubre de 2021    | 1     | 1:18   | Las Vegas, Nevada     |                                                                               |
| Derrota   | 18-12  | Marcin Prachnio     | KO (patada al cuerpo)                      | UFC Fight Night: Gane vs. Volkov       | 26 de junio de 2021      | 2     | 0:56   | Las Vegas, Nevada     |                                                                               |
| Victoria  | 18-11  | Vinicius Moreira    | KO (puñetazo)                              | UFC on ESPN: Chiesa vs. Magny          | 20 de enero de 2021      | 2     | 0:39   | Abu Dhabi             |                                                                               |
| Derrota   | 17-11  | Jordan Wright       | TKO (parada médica)                        | UFC on ESPN: Munhoz vs. Edgar          | 22 de agosto de 2020     | 1     | 1:31   | Las Vegas, Nevada     |                                                                               |
| Derrota   | 17-10  | Chase Sherman       | TKO (codazo y puñetazos)                   | UFC Fight Night: Smith vs. Teixeira    | 13 de mayo de 2020       | 2     | 0:49   | Jacksonville, Florida | Combate de peso pesado.                                                       |
| Victoria  | 17-9   | Rashad Coulter      | TKO (puñetazos)                            | Fury FC 40                             | 13 de diciembre de 2019  | 1     | 3:17   | Humble, Texas         | Defendió el Campeonato de Peso Semipesado de Fury FC.                         |
| Victoria  | 16-9   | Roger Narvaez       | TKO (puñetazos)                            | Fury FC 36                             | 30 de agosto de 2019     | 1     | 0:28   | Robstown, Texas       | Regreso al peso semipesado. Ganó el Campeonato de Peso Semipesado de Fury FC. |
| Victoria  | 15-9   | Juan Torres         | TKO (puñetazos)                            | Fury FC 33                             | 29 de junio de 2019      | 1     | 2:59   | Houston, Texas        | Combate de peso pesado.                                                       |
| Victoria  | 14-9   | Patrick Miller      | TKO (puñetazos)                            | Fury FC 16                             | 28 de abril de 2017      | 1     | 2:05   | Humble, Texas         |                                                                               |
| Derrota   | 13-9   | Antonio Jones       | Decisión (dividida)                        | Fury FC 15                             | 17 de febrero de 2017    | 3     | 5:00   | Humble, Texas         |                                                                               |
| Victoria  | 13-8   | Matt Jones          | Decisión (unánime)                         | TKO Fight Alliance                     | 13 de enero de 2017      | 3     | 5:00   | Houston, Texas        | Combate de peso semipesado.                                                   |
| Derrota   | 12-8   | Trevin Giles        | Sumisión (estrangulamiento del brazo)      | Legacy FC 59                           | 16 de septiembre de 2016 | 3     | 1:45   | Houston, Texas        |                                                                               |
| Victoria  | 12-7   | Brandon Farran      | Decisión (unánime)                         | Legacy FC 55                           | 13 de mayo de 2016       | 3     | 5:00   | Houston, Texas        |                                                                               |
| Victoria  | 11-7   | Richard Knepp       | TKO (puñetazos)                            | Bellator 149                           | 19 de febrero de 2016    | 1     | 0:42   | Houston, Texas        | Regreso al peso medio.                                                        |
| Victoria  | 10-7   | Husam Mohamed       | TKO (puñetazo)                             | Fury Fighting 9                        | 15 de enero de 2016      | 1     | 1:08   | Humble, Texas         | Combate de peso acordado (195 libras).                                        |
| Victoria  | 9-7    | Kyle Keeney         | TKO (puñetazos)                            | Fury Fighting 8                        | 9 de octubre de 2015     | 1     | 0:24   | Humble, Texas         | Debut en el peso pesado.                                                      |
| Derrota   | 8-7    | Robert Drysdale     | Sumisión (barra de brazo)                  | Legacy FC 12                           | 13 de julio de 2012      | 1     | 1:27   | Houston, Texas        | Combate de peso acordado (209.3 libras); Villanueva no alcanzó el peso.       |
| Derrota   | 8-6    | Justin Ledet        | Sumisión (barra de brazo)                  | Immortal Kombat Fighting               | 28 de enero de 2012      | 3     | 0:40   | Spring, Texas         | Debut en el peso semipesado.                                                  |
| Derrota   | 8-5    | Larry Crowe         | KO (patada en la cabeza)                   | Legacy FC 8                            | 18 de agosto de 2012     | 2     | 1:57   | Houston, Texas        |                                                                               |
| Victoria  | 8-4    | Alexander Pappas    | TKO (puñetazos)                            | International Xtreme Fight Association | 16 de septiembre de 2011 | 1     | 1:32   | Houston, Texas        |                                                                               |
| Victoria  | 7-4    | Brian Lightfoot     | TKO (puñetazos)                            | International Xtreme Fight Association | 25 de febrero de 2011    | 1     | 1:36   | Houston, Texas        |                                                                               |
| Victoria  | 6-4    | Dwight Gipson       | KO (puñetazos)                             | TCF Puro Combate 2                     | 4 de diciembre de 2010   | 1     | 0:58   | Houston, Texas        |                                                                               |
| Derrota   | 5-4    | Artenas Young       | TKO (puñetazos)                            | Legacy Promotions                      | 31 de julio de 2010      | 3     | 1:43   | Houston, Texas        |                                                                               |
| Victoria  | 5-3    | Chase Watson        | Decisión (unánime)                         | Shark Fights 12                        | 26 de junio de 2010      | 3     | 5:00   | Amarillo, Texas       |                                                                               |
| Victoria  | 4-3    | Josh Luna           | TKO (puñetazos)                            | Shark Fights 10                        | 24 de abril de 2010      | 1     | 0:28   | Lubbock, Texas        |                                                                               |
| Derrota   | 3-3    | Cody Donovan        | Sumisión (estrangulamiento por detrás)     | Ascend Combat: The Beginning           | 3 de abril de 2010       | 2     | 4:52   | Shreveport, Luisiana  |                                                                               |
| Derrota   | 3-2    | Marcus Sursa        | Sumisión (estrangulamiento por guillotina) | Shark Fights 6                         | 12 de septiembre de 2009 | 1     | 2:06   | Amarillo, Texas       |                                                                               |
| Victoria  | 3-1    | Dale Mitchell       | TKO (puñetazos)                            | URC 5                                  | 18 de julio de 2009      | 1     | 1:23   | Conroe, Texas         |                                                                               |
| Victoria  | 2-1    | Jason Basset        | KO (puñetazo)                              | SWC 6                                  | 23 de mayo de 2009       | 1     | 0:20   | Frisco, Texas         |                                                                               |
| Victoria  | 1-1    | Daniel Andrews      | TKO (puñetazos)                            | SWC 5                                  | 11 de abril de 2009      | 1     | 2:41   | Frisco, Texas         |                                                                               |
| Derrota   | 0-1    | JR Christy          | TKO (puñetazos)                            | Katana Cagefighting: Conquest          | 6 de diciembre de 2008   | 1     | 2:19   | Robstown, Texas       | Debut en el peso medio.                                                       |